# أصوات التحول
أصوات التحول (با الفرنسية Cultures en Transition)، هو فيلم وثائقي عام 2012 للمخرج والمنتج نبلس أجيلار Nils Aguilar.
تم إنتاج الفيلم في فرنسا وألمانيا ويدرس الخطر الذي يشكله الإنتاج الزراعي إثر ندرة الطاقة والموارد. يصورالفيلم البدائل الزراعية العضوية في فرنسا، وحركة المدن الانتقالية، والإنتاج الغذائي الحضري في كوبا كمواكب لتحول إنتاج الغذاء بعيداً عن الزراعة الصناعية ونحو طرق الإنتاج اللامركزية صغيرة النطاق. عُقدت أول مشاركة للسينما الألمانية في 2 مايو 2013 كجزء من جولة أوسع للسينما الألمانية، تبعتها أو سبقتها عروض مسرحية وجولات في إيطاليا، الولايات المتحدة الأمريكية، البرتغال، والونيا، وفلاندرز (بلجيكا)، بريطانيا العظمى، الأرجنتين وتشيلي.

## الحبكة
و باستخدام المقابلات وتراكبات الرسومات والنص، يعرض الفيلم المشاكل الحالية التي تواجه الزراعة الصناعية. إنه يستكشف لماذا لا يرى النموذج الصناعي الحالي في وجهة نظر الأشخاص الذين تم مقابلتهم، لا يصلح ان يواجه المشكلة الغذائية الحالية.
ووفقاً للفيلم، فإن كل سعر حراري من الطاقة، يحتويه مصدر غذائي، يستغرق حاليًا ما بين 10 و 20 سعرًا حراريًا من النفط الخام في إنتاج الأسمدة والنقل، مما يؤدي إلى اعتماد قوي لتكلفة الغذاء على أسعار النفط.
ونتيجة لارتفاع أسعار النفط، سيؤدي هذا الاعتماد إلى ارتفاع أسعار المواد الغذائية باستمرار. ووفقاً للفيلم، فإن هذا الاعتماد يمثل بالفعل نقطة ضعف كبيرة في سلسلة الإمدادات الغذائية العالمية.
و بالإضافة إلى ذلك، فإن الزراعة مسؤولة بالفعل عن 40 ٪ من انبعاثات غازات الاحتباس الحراري، مما يسهم في تغير المناخ. وعلاوة على ذلك، يجادل الفيلم بأن الإفراط في استخدام الأسمدة غير العضوية كان مسؤولاً عن فقدان خصوبة التربة ويهدد بفقدان كامل للتربة القابلة للاستخدام خلال العقود القادمة من خلال تآكل التربة وغلة المحاصيل الزراعية.
هذه الآثار، وفقا للفيلم، يمكن ربطها جزئياً من خلال الاستخدام المتزايد لنفس الأسمدة. ثم أن فقدان أماكن العمل، وتركز الأراضي في أيدي قلة من الأيدي العاملة (يُزعم أن هناك مزرعة تغلق كل 23 دقيقة في فرنسا) وكذلك الاعتماد على الشركات الكبيرة، يتم اعتبارهما كأثر جانبي للزراعية الصناعية منذ عشرينيات القرن العشرين.
فالشركات، مثل مونسانتو وباير، تتحكم في كل شيء من مخزون البذور إلى الأسمدة والخلطات الكيميائية اللازمة للنباتات المهجنة، وبالتالي تتحكم في سلسلة التوريد بأكملها.
يجادل الفيلم بأن هذا التطور كان مدعومًا من البنك الدولي. المقابلات مع فاندانا شيفا، مؤسس حركة المدن الانتقالية وروب هوبكينز والعديد من الخبراء الزراعيين تخدم هذا الرأي.
ويتضح الاعتماد على النفط الخام من خلال مثال سوق المواد الغذائية بالجملة في رونجي.

## روابط خارجية
- أصوات التحول على موقع IMDb (الإنجليزية)
- أصوات التحول على موقع ألو سيني (الفرنسية)
- أصوات التحول على موقع Turner Classic Movies (الإنجليزية)
- أصوات التحول على موقع فيلمافينيتي (الإسبانية)
- أصوات التحول على موقع قاعدة بيانات الفيلم (الإنجليزية)
- أصوات التحول على موقع ليتربوكسد (الإنجليزية)